# Geranium procurrens
Geranium procurrens là một loài thực vật có hoa trong họ Mỏ hạc. Loài này được Yeo mô tả khoa học đầu tiên năm 1973.

## Hình ảnh

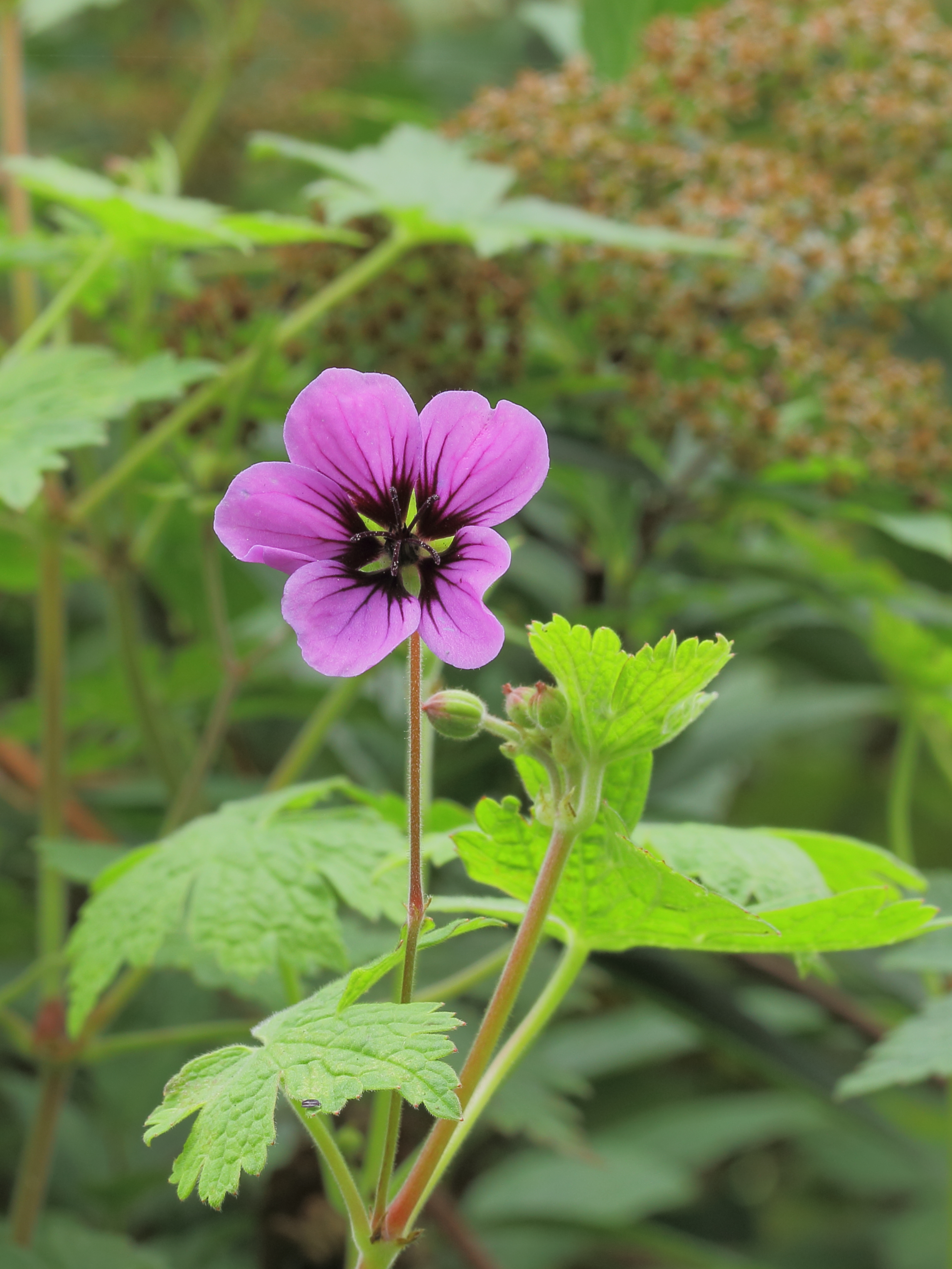
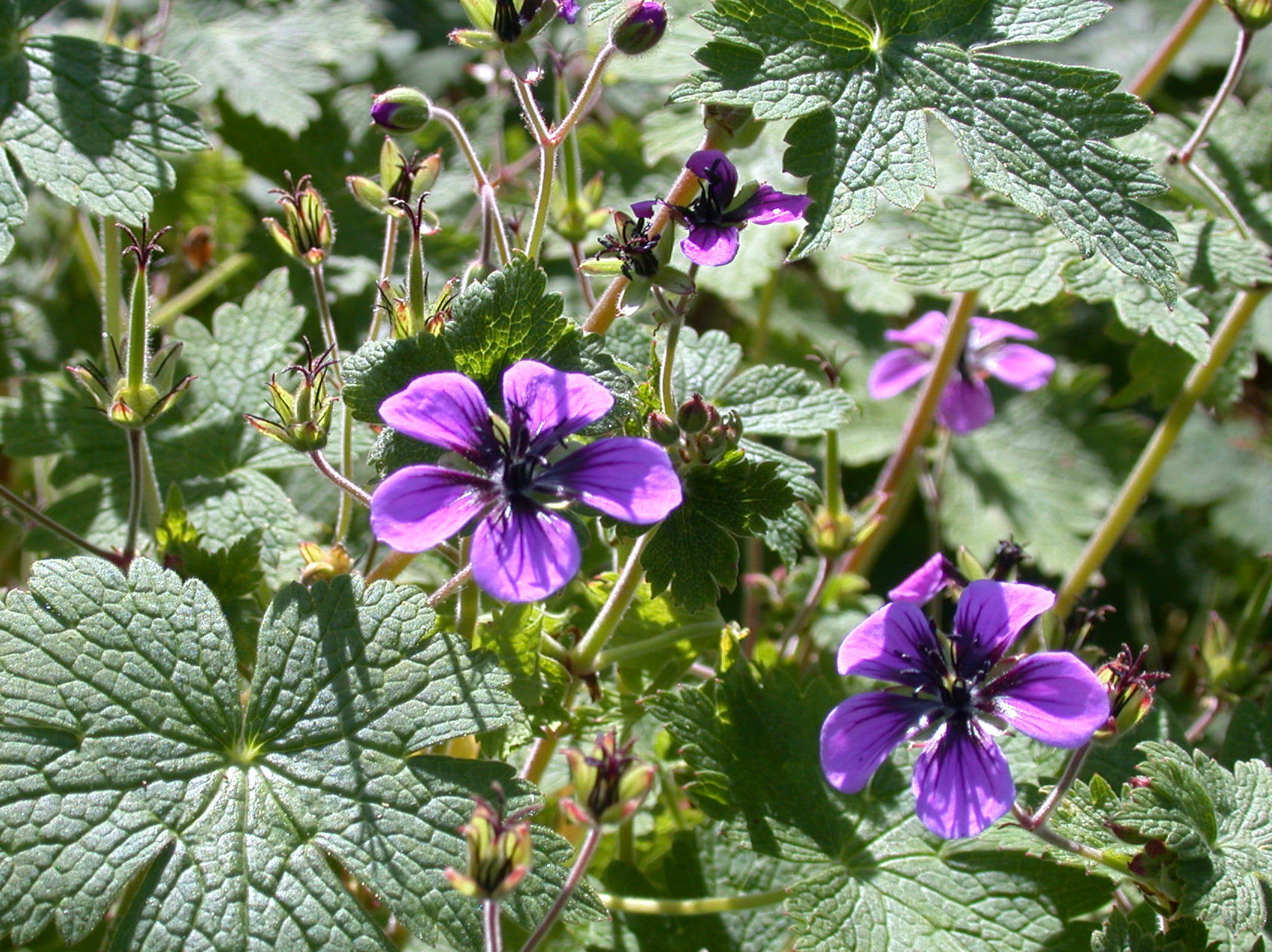